# Server-sent events
Server-sent events (SSE) je tehnologija u kojoj Internet pregledač prima automatska ažuriranja od servera preko HTTP veze. Server-sent events EvenSource API je standardizovan kao deo HTML5 od strane W3C.

## Istorija
Predlog WHATWG Web Application 1.0 sadržao je mehanizam koji šalje sadržaj klijentu. Internet pregledač Opera je, 1. septembra 2006. godine, implementirao ovu novu eksperimentalnu tehnologiju u dodatku pod nazivom 'Server-Sent Events'.

## Pregled
Server-sent events je standard koji opisuje kako serveri mogu pokrenuti prenos podataka prema klijentima nakon što je uspostavljena inicijalna konekcija prema klijentima. Najčešće se koriste za slanje ažuriranja u vidu poruka ili za stalne tokove podataka do klijenta pretraživača i dizajniran je da poboljša domaće slanje tokova podataka između pregledača preko JavaScript API koji se zove EventSource, preko koga klijenti mogu zatražiti poseban URL kako bi dobili jedan tok događaja.

### Internet pretraživač
Podrška Internet pretraživača za SSE
| Pregledač         | Podržan | Beleške                |
| ----------------- | ------- | ---------------------- |
| Internet Explorer | ne      |                        |
| Mozilla Firefox   | da      | Počevši od Firefox 6.0 |
| Google Chrome     | da      | Počevši od Chrome 6    |
| Opera             | da      | Počevši od Opera 11    |
| Safari            | da      | Počevši od Safari 5.0  |
| Microsoft Edge    | ne      | pod razmatranjem       |

## Biblioteke
- jEaSSE - asinhrona implementacija na serverskoj strani za Java servlete i Vert.x.
- EventSource - SSE EventSource implementacija u Swift-u koristeći NSURLSession.
- TRVSEventSource - SSE EventSource implementacija u Objective-C-u za iOS i OS X koristeći NURLSession.
- django-see - HTML5 SSE integracija za Phyton/Django.
- flask-see - jednostavna Flask dopuna za HTML5 SSE podršku, pokreće ga Redis.
- sse - SSE protokol implementiran na python2 i python3 u istoj kodnoj bazi.
- event-source-library - SSE protokol implementiran u python2 sa Tornado. Klijentska i serverska implementacija.
- SignalR - transparentna implementacija za ASP.NET.
- Mojolicious - Pearl Internet radno okruženje za rad u realnom vremenu.
- Hoa\Eventsource - PHP SSE implementacija.
- sse-stream - PHP SSE implementacija (klijent i server).
- total.js - Internet aplikacijsko radno okruženje za node.js.
- eventsource-node - EventSource klijent za Node.js.
- eventsource - EventSource biblioteka za Go.
- akka-sse -EventSource biblioteka za akka-http.
- Lasse - EventSource trgovinski server za Erlang's cowboy.
- Shotgun - EventSource klijent u Erlang-u.

## Spoljašnje veze
- Server-Sent Events.
- HTML5 Server-push Technologies, Part 1.
- Using server-sent events Архивирано на веб-сајту  (12. мај 2012).
- Django push: Using Server-Sent Events and WebSocket with Django